# اوچ‌ایرماک (آرهاوی)
اوچ‌ایرماک (به ترکی استانبولی: Üçırmak) یک منطقهٔ مسکونی در ترکیه است که در آرهاوی واقع شده‌است. اوچ‌ایرماک ۷۶ نفر جمعیت دارد.